# 35.ª Calle Suroeste
La 35.ª Calle Suroeste o Trigésima quinta Calle Suroeste es una vía secundaria de la ciudad de Managua, Nicaragua, ubicada dentro del cuadrante suroeste. Su recorrido se desarrolla en varios segmentos desconectados.

## Trazado
El primer tramo de esta calle inicia en la 3.ª Avenida Suroeste en el barrio Hialeah. Posteriormente, un tramo adicional reaparece en la 18.ª Avenida Suroeste, en el barrio El Pilar, extendiéndose hacia el oeste hasta finalizar en la 31.ª Avenida Suroeste, en el costado oriental del Hospital General Occidental de Managua.

## Barrios que atraviesa
- Hialeah
- El Pilar
- Tierra Prometida
- Hospital Occidental

## Coordenadas
12°7′58″N 86°18′35″O / 12.13278, -86.30972